# Postkoitalna melanholija
Postkoitalna melanholija ili postkoitalna depresija je prolazno stanje očaja osećaja tuge, anksioznosti, agitacije ili agresije nakon seksualnog odnosa.
U svakodnevnom životu, postkoitalnu melanholiju neki pogrešno poistovećuju sa sindromom postorgazmičke bolesti (POIS), jednom od retkih stanja iz grupe sindroma postorgazmične bolesti, koje nastaje usled za sada još nedovoljno izučemih uzroka, počev od nedostatka progesterona do alergije na semenu tečnost. Kako ovaj sindrom kod obolelih može da izazove širok dijazapon simptoma, uključujući apatiju, svrabež očiju i plačljivost, čak i nekoliko dana posle orgazma.
Kako, u većini slučajeva, postkoitalna negativna osećanja nisu jaka niti traju dovoljno dugo da bi teže uvukle neku osobu u depresiju, ovo stanje najčešće ne zahteva medicinsku pomoć. Međutim ako to osećanje postane prejako, najbolje je da se osoba sa postkoitalnom melanholijom javi psihijatru ili psihoterapeutu.

## Istorija
Melanholija koju neka osoba oseti posle orgazma, kao do sada dobro obrađen fenomen, prvi put je pomenut još u vreme Rimskog carstva oko 150 godine p. n. e, od strane poznatog grčkog lekara Galena koji je napisao: Svaka životinja je tužna posle koitusa osim žene i pevca. Doduše, Galen ma koliko bio dobar poznavalac medicine, nije baš sve spoznao o ovom melanholičnom stanju, jer tužna su oba pola, a iskustva se radikalno razlikuju od osobe do osobe.
Aristotel, Niče i holandski filozof Baruh Spinoza ovaj fenomen pokušali su da povežu delimično sa činjenicom da on ima veze sa trošenjem „životne snage”. Međutim i oni nisu bili sasvim u pravu zato  što od postkoitalne tuge ne pate samo muškarci.
Frojd koji je naširoko pisao o nametljivoj prirodi ljudskom nagonu za seksom, tvrdio da je jedan od ključnih razloga zašto toliko halapljivo žudimo za seksom nešto više od običnog zadovoljenja biološke potrebe. Umesto toga, on je verovao da je to najbliže što neko može da se približi bekstvu od urođene izolacije ljudskog postojanja – tako što će se bukvalno sakriti unutar neke osobe (i obrnuto).
Američki psihijatar Ričard Fridman koji je 2009. godine istraživao moguća biološka objašnjenja za postkoitalnu tugu, želeo je da dokaže da je fenomen, u nekim slučajevima, rezultat oporavka amigdala (лат. corpusa amygdaloideuma) – dela mozga koji se nosi sa strahom i teskobom. Tokom seksa, ovaj deo mozga „prigušuje” strah i teskobu. Stoga, postkoitalna tuga može da se objasni kao nagli povratak funkcije amigdala na normalan nivo. Da bi dokazao ovu hipotezu, doktor Fridman je sproveo neortodoksni eksperiment. Veliki broj probnih subjekata dobio je selektivne inhibitore preuzimanja serotonina (SSRIs), lekove kojima se leči depresija. Kako antidepresivna svojstva ne deluju sve dok se lek ne uzme u određenom vremena, neke fizičke nuspojave počinju da se ispoljavaju gotovo trenutno. Jedna od tih nuspojava je smanjeno seksualno zadovoljstvo i, kao što je doktor Fridman predvideo, ovaj manji gubitak uživanja stavio je u korelaciji sa marginalnim padom u zabeleženim osećanjima tuge posle seksa.

## Epidemiologija
U studiji koju su sproveli Robert D Schweitzer i saradnici. 46% ispitanika simptome postkoitalne melanholije imalo je bar jednom u svom životu. Pri čemu je 5,1% doživelo simptome postkoitalne melanholije nekoliko puta u poslednje 4 nedelje.

## Etiopatogeneza

### Biološki faktori
Nekoliko studija pokazalo je pojavu nekih hormonskih promena tokom seksualnog uzbuđenja i orgazma kod žena i muškaraca. U eksperimentalnoj srudiji sprovedenoj na ženama od strane Ekton et al. (1999), seksualno uzbuđenje uzrokovano je značajno povećanom koncentracijom u plazmi adrenalina i noradrenalina, dok je orgazam izazvao veliko povećanje koncentracija u plazmi prolaktina, čije vrednosti su ostale povišene i do 60 minuta nakon završetak uzbuđenja. Pored toga, utvrđeno je i neznatno povećanje LH i koncentracije testosterona.
Na osnovu ovih saznanja postoji verovatnoća da postkoitalne i/ili postorgazmične endokrine promene mogu uzrokovati simptome postkoitalna melanholije kod žena, mada ne postoji značajan broj dokaza koji ukazuju na efekte hormona na raspoloženje, depresiju, anksioznost i tako dalje, posebno estrogena za koga se smatra da utiče na raspoloženje, zbog svoje sposobnosti povećanja nivoa serotonina i beta-endorfina,i da bi prema tome mogao biti uključen u patogenezu postkoitalne melanholije.

### Psihološki faktori
Pored bioloških faktora, istraživanje ženske seksualne disfunkcije (FSD) pokazao je nekoliko psiholoških entiteta koji snažnije koreliralaju sa seksualnim funkcionisanjem. Psihosocijalno
faktori rizika koji utiču na seksualno funkcionisanje su mnogobrojni i obuhvataju:
- Interpersonalne — kao što je odnos neuravnoteženosti ili nedostatka poverenja.[35]
- Emocionalne — kao što su stres ili istorija seksualnog i fizičkog zlostavljanja.(Kureshi i sar., 2007; Schnarch, 1997).[36]

Stoga postoji verovatnoća da, slično kao kod ženske seksualne disfunkcije, ovi psihološki faktori
takođe mogu doprineti razvoju postkoitalna melanholije.
S obzirom na potpuno odsustvo epidemioloških saznanja o postkoitalnoj melanholiji u Velikoj Britanijiji je spprovedeno veliko istraživanje kod žena pored ostalog i da se utvrdi da li postoji genetska varijacija (heritabilnost) prema uobičajenim uzrocima postkoitalne melanholije koji upućuju na biološku osnovu kod  postkoitalne melanholije. Tom prilokom došlo se do zaključka da uticaji zajedničke životne sredine u sprovednim studijam,a nisu bili značajni. To sugeriše da
je zajedničko porodično okruženje (npr prenešeni stavovi prema seksualnosti) tokom vaspitanja od zanemarljivog uticaja na seksualne funkcije u odraslih žena ili na iskustvo o postkoitalnoj melanholiji.
Međutim u ovoj studiji rezultati su pokazali da se biofiziološki ili genetskim uticajima može
objasniti samo mali deo fenotipskih varijanti, već da za nastank postkoitalne melanholije utiču pre svega interpersonalne i kontekstualne varijable (međuljudski odnosi). I da su u tom smislu najvažniji za pravilnu intervenciju i pravovremenu prevenciju nergativnog dejstva pojedinih faktora od bitnog značaja; kvalitet odnosa i zadovoljstvo i istorija emocionalnog ili fizičkog zlostavljanja.
Iako žrtvovanje ili zlostavljanje od strane partnera kod žena može razviti emocionalne ili psihološke probleme, kao što je povećana anksioznost od seksualnih kontakata, ne treba sasvim zanemariti i uticaje genetskih i drugih ekoloških faktora.

## Terapija
U većini slučajeva, postkoitalna negativna osećanja nisu jaka niti traju dovoljno dugo da bi teže uvukla neku osobu u depresiju, tako da ovo stanje najčešće ne zahteva medicinsku pomoć.
Međutim ako to osećanje postane prejako, najbolje je da se osoba sa postkoitalnom melanholijom javi za pomoć psihijatru ili psihoterapeutu.

## Literatura
- Andrews, T., Hart, D. J., Snieder, H., de Lange, M., Spector, T. D., & MacGregor, A. J. (2001). Are twins and singletons comparable? A study of disease-related and lifestyle characteristics. Twin Research and Human Genetics, 4, 464–77.
- Bailey, J. M., Dunne, M. P., & Martin, N. G. (2000). Bailey, J. Michael; Dunne, Michael P.; Martin, Nicholas G. (2000). „Genetic and environmental influences on sexual orientation and its correlates in an Australian twin sample”. Journal of Personality and Social Psychology. 78 (3): 524—536. PMID 10743878. doi:10.1037/0022-3514.78.3.524..
- Bancroft, J., & Coles, L. (1976). Three years’ experience in a sexual problems clinic. BMJ, 26, 1575–1577.
- Bradford, A., & Meston, C. M. (2006). The impact of anxiety on sexual arousal in women. Behavioral Research and Therapy, 44, 1067–77.
- Burri, A., Cherkas, L., & Spector, T. (2009). Burri, Andrea V.; Cherkas, Lynn M.; Spector, Tim D. (2009). „Emotional intelligence and its association with orgasm frequency in women”. Journal of Sexual Medicine. 6 (7): 1930—1937. doi:10.1111/j.1743-6109.2009.01297.x..
- Burri, A., Cherkas, L., & Spector, T. (2010). „The genetics and epidemiology of female sexual dysfunction: a review”. Journal of Sexual Medicine. 6 (3): 646—57. PMID 19143906. doi:10.1111/j.1743-6109.2008.01144.x..
- Dawood, K., Kirk, K. M., Bailey, J. M., Andrews, P. W., & Martin, N. G. (2005). Genetic and environmental influences on the frequency of orgasm in women. Twin Research and Human Genetics, 8, 27–33.
- Dell, D. L., & Stewart, E. (2000). Menopause and mood: Is depression linked with hormone changes? Postgraduate Medicine, 108, 231–238.

## Spoljašnje veze
- Post-orgasmic illness syndrome — PatientsLikeMe (језик: енглески)

|  | Molimo Vas, obratite pažnju na važno upozorenje u vezi sa temama iz oblasti medicine (zdravlja). |